# Archaeohyrax
Archaeohyrax è un genere estinto di mammiferi notoungulati, appartenente ai tipoteri. Visse nell'Oligocene medio-superiore (circa 28 - 23 milioni di anni fa) e i suoi resti fossili sono stati ritrovati in Sudamerica.

## Descrizione
L'aspetto e le dimensioni di questo animale dovevano ricordare quelli di una marmotta, e raggiungeva una lunghezza di circa 45 centimetri. Il cranio era appiattito, con ossa nasali molto lunghe e le narici in posizione terminale. Le apofisi posteriori delle ossa frontali erano molto accentuate. Le ossa nasali allungate erano inoltre fornite di un ingrossamento mediano. La bolla timpanica era dotata di una costrizione antero-laterale.
La dentatura era sprovvista del primo premolare inferiore, e in generale i denti anteriori erano semplici, a radice singola e poco differenziati. Tuttavia, il primo incisivo superiore era interamente ricoperto di smalto, forte, grande e appiattito anteroposteriormente; questa caratteristica si riscontra anche nei tipoteri mesoteriidi. Molari e premolari erano molto alti (ipsodonti) e dotati di cemento. I premolari erano a sezione triangolare, mentre i premolari erano trapezoidali, con un notevole solco verticale lungo il bordo anteriore/esterno. 

## Classificazione
Il genere Archaeohyrax venne istituito da Florentino Ameghino nel 1897, sulla base di fossili ritrovati nella provincia di Chubut in Argentina, in terreni che il grande paleontologo inizialmente attribuì al Cretaceo superiore, ma in realtà appartenenti all'Oligocene medio-superiore. Oltre alla specie tipo Archaeohyrax patagonicum, Ameghino descrisse anche A. proavum, una specie in seguito ricondotta alla specie tipo. In terreni leggermente più recenti sono stati ritrovati i fossili di un'altra specie, A. suniensis, proveniente dalla zona di Salla (Bolivia) e alla quale sono stati attribuiti anche resti provenienti dall'Argentina.
Archaeohyrax venne inizialmente accostato agli iraci da Ameghino (da qui il nome Archaeohyrax, "irace antico"), poiché il grande paleontologo argentino riteneva che gli ungulati sudamericani fossero gli antenati delle forme di mammiferi attuali. Successive ricerche hanno poi indicato che Archaeohyrax era un notoungulato, in particolare la sua morfologia ricondurrebbe ai gruppi degli egetoteri e dei tipoteri. Benché spesso considerato ancestrale agli Hegetotheriidae (e posto con questa famiglia nel gruppo degli Hegetotheria), alcune ricerche indicherebbero una sua posizione più basale, ancestrale sia agli Hegetotheriidae che ai Mesotheriidae; il sottordine Hegetotheria sarebbe quindi parafiletico, all'interno dei Typotheria.